# قرطاشة
قَرطَاشة أو كرتاشو أو (نقحرة: كارتاكسو) هي مدينة من مدن البرتغال. يبلغ عدد سكانها 24,462 نسمة وذلك حسب إحصائيات سنة 2011.

## توأمة
لقَرطَاشة اتفاقيات توأمة مع:
- سووبسك

## أعلام
- جواو دوارتي بيريرا